# Куличихин, Александр Иванович
Александр Иванович Куличихин (1897, с. Львово, Тамбовский уезд, Тамбовская губерния — 1985, Ленинград) — выдающийся шашечный композитор (Российская Империя, СССР), историк шашечной игры. Кадровый военный. Участник 1-й мировой, Гражданской и Великой Отечественной войн. Один из главных организаторов развития и становления задачного искусства в СССР.

## Биография
Родился в крестьянской семье.
Мальчиком научился играть в шашки от отца, страстного любителя.
После прочтения журналов «Нива» с шашечными отделами пришло серьёзное увлечение шашками и шашечной композицией. Особое впечатление произвели на него задачи (особенно И. Карякина и Г. Чеховича), что и предопределило выбор творческого пути. В 1912 году в «Литературных приложениях» к журналу «Нива» с благословения редактора шашечного отдела В. Шошина была опубликована его первая шашечная задача-миниатюра. С того времени задачи А. Куличихина стали регулярно публиковаться в шашечных отделах газет и журналов.
В 1916 году, будучи студентом Московского университета был мобилизован в армию.
В Гражданскую войну воевал в рядах Красной Армии с февраля 1919
Прослужил в армии 39 лет. Инженер-полковник в отставке.
В 1920-х его фамилия вновь стала регулярно появляться на страницах шашечной периодики. В 1926 году первым создал задачу на запирание простой с четырьмя финалами. Своё уникальное произведение автор посвятил памяти А. Шошина. На конкурсах шашечной композиции всё чаще награждался призами и вскоре, наряду с Я. Тихоновым и Н. Пустынниковым, выдвинулся в лидеры задачного жанра.
Одновременно широкую известность получают его дамографические задачи (т.е. когда шашки в начальная позиции на доске образуют цифру или букву), посвящённые памятным историческим событиям, юбилеям, датам.
В 1941 служил в Ленинграде помощником начальника Курсов усовершенствования командного состава инженерных войск. В Великую Отечественную эти Курсы стали базой для формирования дивизий народного ополчения.
В июле 1941 года его направляют на борьбу с пожарами и другими последствиями бомбёжек. Потом снова работа на курсах — старшим преподавателем кафедры подрывного дела. Неоднократные командировки на фронт. На передовой он, военный инженер 1-го ранга, ползком обследует вражеские минные поля, порой под прицельным обстрелом.
Как крупный специалист по минно-подрывному делу и военный инженер, руководил Курсами усовершенствования командного состава инженерных войск и одновременно выполнял ответственные задания военного командования. Его ратный труд был отмечен 16 боевыми наградами.
В запас уволился в 1955 году.
После демобилизации занялся журналистской и редакторской работой. При его содействии и под его редакцией вышли многие шашечные книги. Член редколлегии журналов «Шахматы в СССР» и «Бюллетень ЦПК».
На эти же годы приходится его увлечение историей шашек. Результатом этого стала изданная им в 1982 году книга-исследование «История развития русских шашек», в которой прослеживается эволюция шашечной игры на протяжении 5,5 тысячелетий, начиная с времен египетских фараонов. Первая половина книги, согласно авторскому предисловию, представляет собой компактное авторизованное изложение известного труда Давыда Ивановича Саргина "Древность игр в шашки и шахматы", что было полезно в условиях отсутствия доступа к книге Д.Саргина практически у всех заинтересованных шашистов и шахматистов.
В послевоенные годы наряду с активным задачным творчеством проводил большую работу по пропаганде и популяризации шашек в СССР.
Член комиссий по заочной игре, композиции, пропаганде. Заместитель председателя правления ЦПК СССР. Судья различных шашечных соревнований.

## Награды
Орден Ленина, два ордена Красного Знамени, орден Красной Звезды, медали.